# Chrysomopsis strictus
Chrysomopsis strictus är en tvåvingeart som först beskrevs av Aldrich 1926.  Chrysomopsis strictus ingår i släktet Chrysomopsis och familjen parasitflugor. Inga underarter finns listade i Catalogue of Life.